# Еполетик тепуйський
Еполе́тик тепуйський (Macroagelaius imthurni) — вид горобцеподібних птахів родини трупіалових (Icteridae). Мешкає на Гвіанському нагір'ї.

## Опис
Довжина самця становить 28 см, самиці 25,5 см. Забарвлення синювато-чорне, на спині з металевим відблиском. На грудях пучки золотисто-жовтого пір'я.

## Поширення і екологія
Тепуйські еполетики мешкають в тепуях Венесуели, західної Гаяни і північної Бразилії (Рорайма). Вони живуть у вологих гірських тропічних лісах. Зустрічаються на висоті від 500 до 2000 м над рівнем моря.